# Питер Крауч
Питер Џејмс Крауч (енгл. Peter James Crouch; 30. јануар 1981) бивши је енглески фудбалер који је играо на позицији центарфора. За репрезентацију Енглеске наступао је 42 пута у периоду од 2005 до 2010, постигао је 22 гола и наступао на два Светска првенства.
Крауч је један од само 26 фудбалера који су постигли више од 100 голова у Премијер лиги, а рекордер је по броју голова постигнутих главом у Премијер лиги. Када се саберу вредности свих Краучевих трансфера, он је пети најскупљи енглески играч свих времена.
Крауч је каријеру започео у Тотенхему, за који није успео да дебитује и након позајмица у Далич и шведски Хеслехолм прешао је у Квинс Парк ренџерс.